# Gioacchino De Palma
Gioacchino De Palma (Bari, 21 maggio 1940) è un ex maratoneta italiano.

## Biografia
Nato nel 1940 a Bari, nel 1966 si è piazzato 9º in 2h25'10"6 (suo record personale) nella maratona agli Europei di Budapest.
A 28 anni ha partecipato ai Giochi olimpici di Città del Messico 1968, nella maratona, terminando 31º con il tempo di 2h39'58".
Nel 1969 e 1970 è stato campione italiano nella maratonina (20 km), con i tempi rispettivamente di 1h02'33"6 e 1h04'11"4, chiudendo poi la carriera a 30 anni.

## Palmarès
| Anno | Manifestazione  | Sede              | Evento   | Risultato | Prestazione | Note |
| ---- | --------------- | ----------------- | -------- | --------- | ----------- | ---- |
| 1966 | Europei         | Budapest          | Maratona | 9º        | 2h25'10"6   |      |
| 1968 | Giochi olimpici | Città del Messico | Maratona | 31º       | 2h39'58"    |      |

## Campionati nazionali
- 2 volte campione nazionale assoluto della maratonina (1969, 1970)

1969
- Oro ai campionati italiani assoluti, maratonina - 1h02'33"6

1970
- Oro ai campionati italiani assoluti, maratonina - 1h04'11"4